# Клонирање
Клонирање је процес прављења идентичне копије. У биологији, процедура репродуковања организма на основу нуклеуса једне ћелије, који резултује организмом са истим генетичким саставом као и давалац гена. Док се клонирање животиња сматра важним ради очувања ретких врста, клонирање људи се сматра високо неморалним и законом је забрањено у развијеним друштвима. Последњих година у неким земљама се признаје могућност клонирања само појединачних органа у медицинске сврхе.

## Етимологија
Термин клон, који је сковао Херберт Ј. Вебер, потиче од старогрчке речи κλών (klōn), гранчица, што је процес којим се од гранчице ствара нова биљка. У ботаници се користио израз лусус.‍:21, 43

## Природно клонирање
Клонирање је природни облик размножавања који је омогућио ширење животних облика стотинама милиона година. То је метода размножавања коју користе биљке, гљиве и бактерије, а такође је и начин на који се клонске колоније размножавају. Примери ових организама укључују биљке боровнице, стабла лешника, стабла панда, гвоздено дрво, припаднике рода Myrica и амерички ликвидамбар.

## Молекуларно клонирање
Молекуларно клонирање се односи на процес стварања мноштва молекула. Клонирање се обично користи за амплификацију фрагмената ДНК који садрже целе гене, али се такође може користити за амплификацију било које ДНК секвенце као што су промотори, некодирајуће секвенце и рандомно фрагментирана ДНК. То се користи у широком спектру биолошких експеримената и практичних примена, од генетске анализе до производње протеина великих размера. Повремено се термин клонирање на погрешан начин користи у контексту идентификације хромозомске локације гена повезаног са одређеним фенотипом од интереса, као што је позиционо клонирање. У пракси, локализација гена на хромозому или геномском региону не мора нужно омогућити изолацију или амплификацију релевантне геномске секвенце. Да би се појачала било која секвенца ДНК у живом организму, та секвенца мора бити повезана са местом почетка репликације, која је секвенца ДНК способна да усмери своју пропагацију и било које повезане секвенце. Међутим, бројне друге карактеристике су исто тако неопходне, и постоји низ специјализованих вектора за клонирање (малих сегмента ДНК у које се може унети страни фрагмент ДНК) који омогућавају производњу протеина, афинитетне ознаке, једноланчане РНК или производњу ДНК, и бројне друге алате молекуларне биологије.
Клонирање било ког фрагмента ДНК у основи укључује четири корака
- фрагментација - разбијање ланца ДНК
- лигација - спајање комада ДНК у жељеном низу
- трансфекција - унос новонасталих комада ДНК у ћелије
- скрининг/селекција - одабир ћелија које су успешно трансфектиране новом ДНК

## Клонирање ћелија

### Клонирање једноћелијских организама
Клонирање ћелије представља извођење популације ћелија из једне ћелије. У случају једноћелијских организама попут бактерија и квасаца, овај процес је изузетно једноставан и у суштини захтева само инокулацију одговарајућег медијума. Међутим, у случају ћелијских култура из вишећелијских организама, клонирање ћелија је мукотрпан задатак, јер те ћелије неће лако расти у стандардним медијима.
Корисна техника ткивне културе која се користи за клонирање различитих сојева ћелијских линија обухвата употребу прстенова за клонирање (цилиндара). У овој техници, једноћелијска суспензија ћелија које су биле изложене мутагеном агенсу или леку који се користи за подстицање селекције нанесена је са великим разблажењем да би се створиле изоловане колоније, од којих свака потиче из једне и потенцијално клонски различите ћелије. У раној фази раста, када се колоније састоје од само неколико ћелија, стерилни полистиренски прстенови (клонирајући прстенови), који су били умочени у маст, постављају се преко појединачне колоније и додаје се мала количина трипсина. Клониране ћелије се сакупљају из унутрашњости прстена и преносе у нову посуду ради даљег раста.

### Клонирање матичних ћелија
Нуклеарни трансфер соматских ћелија, популарно познат као SCNT, такође се може користити за стварање ембриона у истраживачке или терапеутске сврхе. Најчешћа сврха овога је производња ембриона за употребу у истраживању матичних ћелија. Овај процес се назива и „истраживачко клонирање“ или „терапијско клонирање“. Циљ није стварање клонираних људских бића (звано „репродуктивно клонирање”), већ прикупљање матичних ћелија које се могу користити за проучавање људског развоја и за потенцијално лечење болести. Иако је створен клонски људски бластоцист, сојеви матичних ћелија тек треба да буду изоловани из клонског извора.
Терапијско клонирање се остварује стварањем ембрионалних матичних ћелија у нади да ће се лечити болести попут дијабетеса и Алцхајмерове болести. Процес започиње уклањањем језгра (које садржи ДНК) из јајне ћелије и уносом језгра из одрасле ћелије која се клонира. У случају пацијента са Алцхајмеровом болешћу, језгро из ћелије коже те особе ставља се у празно јаје. Репрограмирана ћелија почиње да се развија у ембрион, јер јаје реагује са пренесеним језгром. Ембрион ће постати генетски идентичан пацијенту. Ембрион затим формира бластоцист који има потенцијал да формира/постане било која ћелија у телу.
Разлог зашто се SCNT користи за клонирање је да се соматске ћелије могу лако набавити и узгајати у лабораторији. Овај процес може било додати или избрисати специфичне делове генома домаћих животиња. Кључна тачка коју треба имати на уму је да се клонирање постиже када ооцит одржава своје нормалне функције и уместо да се користе геноми сперме и јајне ћелије за репликацију, језгро донорске соматске ћелије се уноси у ооцит. Ооцит реагује на језгро соматске ћелије, на исти начин на који би реаговао на језгро ћелије сперме.
Процес клонирања одређене домаће животиње помоћу SCNT релативно је истоветан за све животиње. Први корак је прикупљање соматских ћелија од животиње која ће бити клонирана. Соматске ћелије се могу одмах користити или складиштити у лабораторији за каснију употребу. Најтежи део SCNT-а је уклањање материнске ДНК из ооцита у метафази II. Када се то учини, соматско језгро се може уметнути у цитоплазму јајета. Ово ствара једноћелијски ембрион. Груписане соматских ћелија и цитоплазма јаја се затим индукују у електричном струјом. Сматра се да ова енергија омогућава клонираном ембриону да започне развој. Успешно развијени ембриони се затим стављају у сурогатне примаоце, попут крава или оваца у случају домаћих животиња.
SCNT се сматра добром методом за производњу пољопривредних животиња за исхрану. Успешно је клониране овце, говеда, козе и свиње. Још једна корист од SCNT поступка је да се сматра решењем за клонирање угрожених врста које су пред изумирањем. Међутим, стрес којим је изложена јајна ћелија и уведено језгро може бити огроман, што је доводило до великог губитка резултујућих ћелија у раним истраживањима. На пример, клонирана овца Доли рођена је након што је 277 јаја употребљено за SCNT, чиме је створено 29 одрживих ембриона. Само су три од ових ембриона преживела до рођења, а само један је преживео до пунолетства. Пошто се поступак није могао аутоматизовати и морао се ручно изводити под микроскопом, SCNT је захтевао много ресурса. Биохемија обухваћена репрограмирањем диференцираног језгра соматске ћелије и активирањем јајета примаоца такође није била добро схваћена. Међутим, до 2014. истраживачи су пријавили стопе успеха клонирања од седам до осам од десет, а 2016. године је објављено да је корејска компанија Sooam Biotech производила 500 клонираних ембриона дневно.